# Bizeljska vas
Bizeljska vas je naselje u Općini Brežice u istočnoj Sloveniji. Bizeljska vas se nalazi u pokrajini Štajerskoj i statističkoj regiji Donjoposavskoj. 

## Stanovništvo
Prema popisu stanovništva iz 2002. godine Bizeljska vas je imala 52 stanovnika.

### Etnički sastav
1991. godina:
- Slovenci: 66 (100%)

## Vanjske poveznice
- Satelitska snimka naselja  Arhivirana inačica izvorne stranice od 29. srpnja 2017. (Wayback Machine)